# Havan Flores
Havan Flores (* 20. November 2007 in Okie, Oklahoma) ist eine US-amerikanische Schauspielerin.

## Karriere
Ihre ersten schauspielerischen Erfahrungen sammelte Flores im Alter von elf Jahren in dem Kurzfilm Harmonica Man in der Rolle der Anna, gefolgt von einem weiteren Auftritt in dem Kurzfilm Pigeon im Jahr 2019. Ihr Durchbruch kam mit ihrer Rolle als Chapa in der Nickelodeon-Sitcom Danger Force, die von Christopher J. Nowak geschaffen wurde, von 2020 bis 2024 auf Nickelodeon lief und eine Spin-off-Serie von Henry Danger ist.

## Filmografie
- 2019: Harmonica Man (Kurzfilm)
- 2019: Pigeon (Kurzfilm)
- 2020: Henry Danger (Fernsehserie, 3 Folgen)
- 2020: Group Chat (Fernsehserie, 1 Folge)
- 2020–2024: Danger Force (Fernsehserie)
- 2022: Side Hustle (Fernsehserie, 1 Folge)